# Nini Harpal
Soender Persad (Nini) Harpal (Meerzorg, 18 november 1952) is een Surinaams worstelaar. Van 1975 tot zijn afscheid in 2000 was hij ongeslagen. Hij is de oprichter van een worstelvereniging en krachtsportschool in Meerzorg.

## Biografie
Soender Persad Harpal werd in Meerzorg in het district Commewijne geboren. Van zijn vader kreeg hij de troetelnaam Nini en onder deze naam is hij bekend gebleven. Zijn ouders kregen verder nog drie jongens en een meisje. Hij woonde nog vier jaar in Paramaribo en verhuisde daarna met het gezin naar Land van Dijk waar zijn ouders een winkel hadden. Nadat hij op zijn 17e trouwde, keerde hij terug naar Meerzorg.
Tijdens zijn jeugd waren er veel worstelaars in Suriname. Toen sparde hij weleens met zijn neven en later leerde hij technieken bij aan de Davisweg in Paramaribo (Charlesburg). Zijn eerste wedstrijd vocht hij in 1972. In datzelfde jaar startte hij de worstelvereniging (WV) Meerzorg. Hij ontwikkelde zich verder in de sport en aan het eind van de jaren 1970 daagde hij andere worstelaars in het land uit om het tegen hem op te nemen. In 1979 nam de kampioen uit die tijd, Jozefzoon, de uitdaging aan en verloor de wedstrijd in de Ismay van Wilgen Sporthal. Dit gevecht luidde het tijdperk van Harpal in. Vanaf 1975 totdat hij stopte in 2000 bleef hij ongeslagen. In het decennium erna was ook zijn sportschool ongeslagen. Een van zijn leerlingen was Michel Nathoe, zevenvoudig kampioen lichtgewicht van Suriname en de oprichter in 1997 van de Surinaamse Worstelfederatie.
Harpal was niet alleen worstelaar, maar deed ook aan bodybuilding, gewichtheffen, zwemmen, fietsen en brommerrace. Daarnaast zong hij in een band. Harpal werd in 1999 onderscheiden met de Millennium Award door het Kwakoe-festival. In 2002 werd hij door de president Venetiaan benoemd tot Grootmeester in de Surinaamse Orde van de Palm. In 2016 werd hij onderscheiden met The Living Legend Award.